# Maciej Józef Ustrzycki
Maciej Józef Ustrzycki herbu Przestrzał (ur. ok. 1672, zm. w 1737 w Sierakościach) – kasztelan lwowski w latach 1730–1735, podkomorzy przemyski w latach 1713–1730, chorąży przemyski w latach 1707–1713.
Jako poseł ziemi przemyskiej był uczestnikiem Walnej Rady Warszawskiej 1710 roku. Jako deputat podpisał pacta conventa Stanisława Leszczyńskiego w 1733 roku. Był konsyliarzem konfederacji województwa ruskiego, zawiązanej 10 grudnia 1733 roku w obronie wolnej elekcji Stanisława Leszczyńskiego. Był marszałkiem sejmików województwa ruskiego w 1696 i 1697  roku.